# Chrysomeloidea
De Chrysomeloidea zijn een superfamilie van kevers uit de infraorde Cucujiformia.

## Taxonomie
De superfamilie is als volgt onderverdeeld:
- Familie Oxypeltidae Lacordaire, 1868
- Familie Vesperidae Mulsant, 1839
  - Onderfamilie Philinae Thomson, 1861
  - Onderfamilie Vesperinae Mulsant, 1839
  - Onderfamilie Anoplodermatinae Guérin-Méneville, 1840
- Familie Disteniidae Thomson, 1861
  - Tribus Cyrtonopini Gressitt, 1940
  - Tribus Disteniini Thomson, 1861
  - Tribus Dynamostini Lacordaire, 1868
  - Tribus Heteropalpini Villiers, 1961
- Familie Cerambycidae Latreille, 1802[1] (Boktorren)
  - Onderfamilie Parandrinae Blanchard, 1845
  - Onderfamilie Prioninae Latreille, 1802[1]
  - Onderfamilie Lepturinae Latreille, 1802[1]
  - Onderfamilie Spondylidinae Audinet-Serville, 1832
  - Onderfamilie Necydalinae Latreille, 1825
  - Onderfamilie Dorcasominae Lacordaire, 1868
  - Onderfamilie Apatophyseinae Lacordaire, 1869
  - Onderfamilie Cerambycinae Latreille, 1802[1]
    - Tribus Acangassuini Galileo & Martins, 2001
    - Tribus Achrysonini Lacordaire, 1868
    - Tribus Agallissini LeConte, 1873
    - Tribus Alanizini Di Iorio, 2003
    - Tribus Anaglyptini Lacordaire, 1868, nomen protectum
    - Tribus Aphanasiini Lacordaire, 1868
    - Tribus Aphneopini Lacordaire, 1868
    - Tribus Auxesini Lepesme & Breuning, 1952
    - Tribus Basipterini Fragoso, Monné & Campos Seabra, 1987
    - Tribus Bimiini Lacordaire, 1868
    - Tribus Bothriospilini Lane, 1950
    - Tribus Brachypteromatini Sama, 2008
    - Tribus Callichromatini Swainson, 1840
    - Tribus Callidiini Kirby, 1837
    - Tribus Callidiopini Lacordaire, 1868
    - Tribus Cerambycini Latreille, 1802[1]
      - Subtribus Cerambycina Latreille, 1802[1]
      - Subtribus Sphallotrichina Martins & Monné, 2005

    - Tribus Certallini Fairmaire, 1864
    - Tribus Chlidonini Waterhouse, 1879
    - Tribus Cleomenini Lacordaire, 1868
    - Tribus Clytini Mulsant, 1839
    - Tribus Compsocerini Thomson, 1864
    - Tribus Coptommatini Lacordaire, 1869
    - Tribus Curiini LeConte, 1873
    - Tribus Deilini Fairmaire, 1864
    - Tribus Dejanirini Lacordaire, 1868
    - Tribus Diorini Lane, 1950
    - Tribus Distichocerini Pascoe, 1867
    - Tribus Dodecosini Aurivillius, 1912
    - Tribus Dryobiini Arnett, 1962, nomen protectum
    - Tribus Eburiini Blanchard, 1845
    - Tribus Ectenessini Martins, 1998
    - Tribus Elaphidiini Thomson, 1864
    - Tribus Eligmodermini Lacordaire, 1868
    - Tribus Erlandiini Aurivillius, 1912
    - Tribus Eroschemini Lacordaire, 1868
    - Tribus Eumichthini Linsley, 1940
    - Tribus Gahaniini Quentin & Villiers, 1969
    - Tribus Glaucytini Lacordaire, 1868
    - Tribus Graciliini Mulsant, 1839
    - Tribus Hesperophanini Mulsant, 1839
      - Subtribus Daramina Sama, 2008
      - Subtribus Hesperophanina Mulsant, 1839

    - Tribus Hesthesini Pascoe, 1867
    - Tribus Heteropsini Lacordaire, 1868, nomen protectum
    - Tribus Hexoplini Martins, 2006
    - Tribus Holopleurini Chemsak & Linsley, 1974
    - Tribus Holopterini Lacordaire, 1868
    - Tribus Hyboderini Linsley, 1940
    - Tribus Hylotrupini Zagajkevich, 1991
    - Tribus Ibidionini Thomson, 1861
      - Subtribus Compsina Martins & Galileo, 2007
      - Subtribus Ibidionina Thomson, 1861
      - Subtribus Tropidina Martins & Galileo, 2007

    - Tribus Ideratini Martins & Napp, 2009
    - Tribus Lissonotini Swainson, 1840
    - Tribus Luscosmodicini Martins, 2003
    - Tribus Lygrini Sama, 2008
    - Tribus Macronini Lacordaire, 1868
    - Tribus Megacoelini Quentin & Villiers, 1969
    - Tribus Methiini Thomson, 1860
    - Tribus Molorchini Gistel, 1848
    - Tribus Mythodini Lacordaire, 1868
    - Tribus Necydalopsini Lacordaire, 1868
    - Tribus Neocorini Martins, 2005
    - Tribus Neostenini Lacordaire, 1868
    - Tribus Obriini Mulsant, 1839
    - Tribus Ochyrini Pascoe, 1871
    - Tribus Oedenoderini Aurivillius, 1912
    - Tribus Oemini Lacordaire, 1868
      - Subtribus Methioidina Martins, 1997
      - Subtribus Oemina Lacordaire, 1868

    - Tribus Opsimini LeConte, 1873
    - Tribus Oxycoleini Martins & Galileo, 2003
    - Tribus Paraholopterini Martins, 1997
    - Tribus Phalotini Lacordaire, 1868
    - Tribus Phlyctaenodini Lacordaire, 1868
    - Tribus Phoracanthini Newman, 1840
    - Tribus Phyllarthriini Lepesme & Breuning, 1956
    - Tribus Piesarthriini McKeown, 1947
    - Tribus Piezocerini Lacordaire, 1868
      - Subtribus Haruspicina Martins, 1976
      - Subtribus Piezocerina Lacordaire, 1868

    - Tribus Platyarthrini Bates, 1870
    - Tribus Plectogasterini Quentin & Villiers, 1969
    - Tribus Plectromerini Nearns & Braham, 2008
    - Tribus Pleiarthrocerini Lane, 1950
    - Tribus Protaxini Gahan, 1906
    - Tribus Prothemini Lacordaire, 1868
    - Tribus Psebiini Lacordaire, 1868
    - Tribus Pseudocephalini Aurivillius, 1912 (1861)
    - Tribus Pseudolepturini Thomson, 1861
    - Tribus Psilomorphini Lacordaire, 1868
    - Tribus Pteroplatini Thomson, 1861
    - Tribus Pyrestini Lacordaire, 1868
    - Tribus Rhagiomorphini Newman, 1841
    - Tribus Rhinotragini Thomson, 1861
    - Tribus Rhopalophorini Blanchard, 1845
    - Tribus Rosaliini Fairmaire, 1864
    - Tribus Sestyrini Lacordaire, 1868
    - Tribus Smodicini Lacordaire, 1868
    - Tribus Spintheriini Lacordaire, 1869
    - Tribus Stenhomalini Miroshnikov, 1989
    - Tribus Stenoderini Pascoe, 1867
    - Tribus Stenopterini Gistel, 1848
    - Tribus Strongylurini Lacordaire, 1868
    - Tribus Tessarommatini Lacordaire, 1868
    - Tribus Thraniini Gahan, 1906
    - Tribus Thyrsiini Marinoni & Napp, 1984
    - Tribus Tillomorphini Lacordaire, 1868
    - Tribus Torneutini Thomson, 1861
    - Tribus Trachyderini Dupont, 1836
      - Subtribus Ancylocerina Thomson, 1864
      - Subtribus Trachyderina Dupont, 1836

    - Tribus Tragocerini Pascoe, 1867
    - Tribus Trichomesiini Aurivillius, 1912
    - Tribus Tropocalymmatini Lacordaire, 1868
    - Tribus Typhocesini Lacordaire, 1868
    - Tribus Unxiini Napp, 2007
    - Tribus Uracanthini Blanchard, 1853
    - Tribus Vesperellini Sama, 2008
    - Tribus Xystrocerini Blanchard, 1845

  - Onderfamilie Lamiinae Latreille, 1825
    - Tribus Acanthocinini Blanchard, 1845
    - Tribus Acanthoderini Thomson, 1860
    - Tribus Acmocerini Thomson, 1864
    - Tribus Acridocephalini Dillon &d Dillon, 1959
    - Tribus Acrocinini Swainson, 1840
    - Tribus Aderpasini Breuning & Teocchi, 1978
    - Tribus Aerenicini Lacordaire, 1872
    - Tribus Agapanthiini Mulsant, 1839
    - Tribus Amphoecini Breuning, 1951
    - Tribus Ancitini Aurivillius, 1917
    - Tribus Ancylonotini Lacordaire, 1869
    - Tribus Anisocerini Thomson, 1860
    - Tribus Apomecynini Thomson, 1860
    - Tribus Astathini Thomson, 1864
    - Tribus Batocerini Thomson, 1864
    - Tribus Calliini Thomson, 1864
    - Tribus Ceroplesini Thomson, 1860
      - Subtribus Ceroplesina Thomson, 1860
      - Subtribus Crossotina Thomson, 1864

    - Tribus Cloniocerini Lacordaire, 1872
    - Tribus Colobotheini Thomson, 1860
    - Tribus Compsosomatini Thomson, 1857
    - Tribus Cyrtinini Thomson, 1864
    - Tribus Desmiphorini Thomson, 1860
    - Tribus Dorcadionini Swainson, 1840
    - Tribus Dorcaschematini Thomson, 1860
    - Tribus Elytracanthinini Bousquet, 2009
    - Tribus Enicodini Thomson, 1864
    - Tribus Eupromerini Galileo & Martins, 1995
    - Tribus Forsteriini Tippmann, 1960
    - Tribus Gnomini Thomson, 1860
    - Tribus Gyaritini Breuning, 1950
    - Tribus Heliolini Breuning, 1951
    - Tribus Hemilophini Thomson, 1868, nomen protectum
    - Tribus Homonoeini Thomson, 1864
    - Tribus Hyborhabdini Aurivillius, 1911
    - Tribus Lamiini Latreille, 1825
    - Tribus Laticraniini Lane, 1959
    - Tribus Mauesiini Lane, 1956
    - Tribus Megabasini Thomson, 1860
    - Tribus Mesosini Mulsant, 1839
    - Tribus Microcymaturini Breuning & Teocchi, 1985
    - Tribus Moneilemini Thomson, 1864
    - Tribus Monochamini Gistel, 1848
    - Tribus Morimonellini Lobanov, Danilevsky & Murzin, 1981
    - Tribus Morimopsini Lacordaire, 1869
    - Tribus Nyctimeniini Gressitt, 1951
    - Tribus Obereini Thomson, 1864
    - Tribus Oculariini Breuning, 1950
    - Tribus Onciderini Thomson, 1860
    - Tribus Oncideropsidini Aurivillius, 1922
    - Tribus Onocephalini Thomson, 1860
    - Tribus Onychogleneini Aurivillius, 1923
    - Tribus Parmenini Mulsant, 1839
    - Tribus Petrognathini Blanchard, 1845
    - Tribus Phacellini Lacordaire, 1872
    - Tribus Phantasini Kolbe, 1897
    - Tribus Phrynetini Thomson, 1864
    - Tribus Phymasternini Teocchi, 1989
    - Tribus Phytoeciini Mulsant, 1839
    - Tribus Pogonocherini Mulsant, 1839
    - Tribus Polyrhaphidini Thomson, 1860
    - Tribus Pretiliini Martins & Galileo, 1990
    - Tribus Proctocerini Aurivillius, 1922
    - Tribus Prosopocerini Thomson, 1864
    - Tribus Pteropliini Thomson, 1860
    - Tribus Rhodopinini Gressitt, 1951
    - Tribus Saperdini Mulsant, 1839
    - Tribus Stenobiini Breuning, 1950
    - Tribus Sternotomini Thomson, 1860
    - Tribus Tapeinini Thomson, 1857
    - Tribus Tetraopini Thomson, 1860
    - Tribus Tetraulaxini Breuning & Teocchi, 1977
    - Tribus Tetropini Portevin, 1927
    - Tribus Theocrini Lacordaire, 1872
    - Tribus Tmesisternini Blanchard, 1853
    - Tribus Tragocephalini Thomson, 1857
    - Tribus Xenicotelini Matsushita, 1933
    - Tribus Xenofreini Aurivillius, 1923
    - Tribus Xenoleini Lacordaire, 1872
    - Tribus Xylorhizini Lacordaire, 1872
    - Tribus Zygocerini Thomson, 1864
- Familie Megalopodidae Latreille, 1802[1] (Halstandhaantjes)
  - Onderfamilie Megalopodinae Latreille, 1802[1]
  - Onderfamilie Palophaginae Kuschel & May, 1990
  - Onderfamilie Zeugophorinae Böving & Craighead, 1931
- Familie Orsodacnidae Thomson, 1859 (Schijnhaantjes)
  - Onderfamilie Orsodacninae Thomson, 1859
  - Onderfamilie Aulacoscelidinae Chapuis, 1874
- Familie Chrysomelidae Latreille, 1802[1] (Bladkevers)
  - Onderfamilie Sagrinae Leach, 1815
    - Tribus Carpophagini Chapuis, 1874
    - Tribus Diaphanopsidini Monrós, 1958
    - Tribus Megamerini Chapuis, 1874
    - Tribus Sagrini Leach, 1815

  - Onderfamilie Bruchinae Latreille, 1802[1]
    - Tribus Amblycerini Bridwell, 1932
      - Subtribus Amblycerina Bridwell, 1932
      - Subtribus Spermophagina Borowiec, 1987

    - Tribus Bruchini Latreille, 1802[1]
      - Subtribus Acanthoscelidina Bridwell, 1946
      - Subtribus Bruchina Latreille, 1802[1]
      - Subtribus Megacerina Bridwell, 1946

    - Tribus Eubaptini Bridwell, 1932
    - Tribus Kytorhinini Bridwell, 1932
    - Tribus Pachymerini Bridwell, 1929
      - Subtribus Caryedontina Bridwell, 1929
      - Subtribus Caryopemina Bridwell, 1929
      - Subtribus Pachymerina Bridwell, 1929

    - Tribus Rhaebini Blanchard, 1845

  - Onderfamilie Donaciinae Kirby, 1837
    - Tribus Donaciini Kirby, 1837
    - Tribus Haemoniini Chen, 1941
    - Tribus Plateumarini Böving, 1922

  - Onderfamilie Criocerinae Latreille, 1804
    - Tribus Criocerini Latreille, 1804
    - Tribus Lemini Gyllenhaal, 1813
    - Tribus Pseudocriocerini Heinze, 1962

  - Onderfamilie Cassidinae Gyllenhaal, 1813
    - Tribus Alurnini Chapuis, 1875
    - Tribus Anisoderini Chapuis, 1875
    - Tribus Aproidini Weise, 1911
    - Tribus Arescini Chapuis, 1875
    - Tribus Aspidimorphini Chapuis, 1875
    - Tribus Basiprionotini Gressitt, 1952 (1929)
    - Tribus Botryonopini Chapuis, 1875
    - Tribus Callispini Chapuis, 1875
    - Tribus Callohispini Uhmann, 1960
    - Tribus Cassidini Gyllenhaal, 1813
    - Tribus Cephaloleiini Chapuis, 1875
    - Tribus Chalepini Weise, 1910
    - Tribus Coelaenomenoderini Weise, 1911
    - Tribus Cryptonychini Chapuis, 1875
    - Tribus Delocraniini Spaeth, 1929
    - Tribus Dorynotini Monrós & Viana, 1949 (1923)
    - Tribus Eugenysini Hincks, 1952
    - Tribus Eurispini Chapuis, 1875
    - Tribus Exothispini Weise, 1911
    - Tribus Goniocheniini Spaeth, 1942
    - Tribus Gonophorini Chapuis, 1875
    - Tribus Hemisphaerotini Monrós & Viana, 1951 (1929)
    - Tribus Hispini Gyllenhaal, 1813
    - Tribus Hispoleptini Chapuis, 1875
    - Tribus Hybosispini Weise, 1910
    - Tribus Imatidiini Hope, 1840
    - Tribus Ischyrosonychini Chapuis, 1875
    - Tribus Leptispini Fairmaire, 1868
    - Tribus Mesomphaliini Hope, 1840
    - Tribus Nothosacanthini Gressitt, 1952 (1929)
    - Tribus Oediopalpini Monrós & Viana, 1947 (1910)
    - Tribus Omocerini Hincks, 1952 (1923)
    - Tribus Oncocephalini Chapuis, 1875
    - Tribus Promecothecini Chapuis, 1875
    - Tribus Prosopodontini Weise, 1910
    - Tribus Sceloenoplini Uhmann, 1930
    - Tribus Spilophorini Chapuis, 1875
    - Tribus Uroplatini Weise, 1910

  - Onderfamilie Chrysomelinae Latreille, 1802[1]
    - Tribus Chrysomelini Latreille, 1802[1]
    - Tribus Timarchini Motschulsky, 1860[1]

  - Onderfamilie Galerucinae Latreille, 1802[1]
    - Tribus Alticini Newman, 1834
    - Tribus Decarthrocerini Laboissière, 1937
    - Tribus Galerucini Latreille, 1802[1]
    - Tribus Hylaspini Chapuis, 1875
    - Tribus Luperini Gistel, 1848
    - Tribus Metacyclini Chapuis, 1875
    - Tribus Oidini Laboissière, 1921 (1875)

  - Onderfamilie Lamprosomatinae Lacordaire, 1848
    - Tribus Lamprosomatini Lacordaire, 1848
    - Tribus Neochlamysini Monrós, 1959
    - Tribus Sphaerocharini Chapuis, 1874

  - Onderfamilie Cryptocephalinae Gyllenhaal, 1813
    - Tribus Clytrini Kirby, 1837
    - Tribus Cryptocephalini Gyllenhaal, 1813
      - Subtribus Achaenopina Chapuis, 1874
      - Subtribus Cryptocephalina Gyllenhaal, 1813
      - Subtribus Monachulina Leng, 1920
      - Subtribus Pachybrachina Chapuis, 1874
      - Subtribus Stylosomina Chapuis, 1874

    - Tribus Fulcidacini Jakobson, 1924

  - Onderfamilie Eumolpinae Hope, 1840
    - Tribus Bromiini Baly, 1865 (1863)
    - Tribus Caryonodini Bechyné, 1951
    - Tribus Cubispini Monrós, 1954
    - Tribus Eumolpini Hope, 1840
    - Tribus Euryopini Chapuis, 1874
    - Tribus Habrophorini Bechyné & Špringlová de Bechyné, 1969
    - Tribus Hemydacnini Bechyné, 1951
    - Tribus Megascelidini Chapuis, 1874
    - Tribus Merodini Chapuis, 1874
    - Tribus Pygomolpini Bechyné, 1949
    - Tribus Rosiroiini Bechyné, 1950
    - Tribus Typophorini Baly, 1865

  - Onderfamilie Spilopyrinae Chapuis, 1874
  - Onderfamilie Synetinae LeConte & Horn, 1883
  - Onderfamilie Protoscelidinae Medvedev, 1968  †